# Ирски рат (1641—1653)
Ирски рат (1641-53) био је део енглеског грађанског рата.

## Увод
Од досељавања Келта у Ирску (у 5. веку п. н. е) основну друштвену организацију у Ирској представљало је племе. Током средњег века келтска племена су примила хришћанство (у 5. веку) и груписала се у 5 великих савеза са краљевима на челу (од севера на југ: Алстер, Конот, Мид, Ленстер и Манстер), који су се покоравала врховном краљу целе Ирске са престоницом у Тари, али самосталност племена остала је знатна. Историја Ирске од 8. до 12. века била је испуњена инвазијама Викинга (Данаца и Норвежана) и унутрашњим борбама. Англо-норманска инвазија Ирске покорила је цело острво до 1170. и прикључила Ирску енглеској круни, али су Ирци подигли више неуспелих устанака (1315 и 1377-99). У то време Ирска је подељена између енглеских барона и келтских племенских старешина; две трећине од укупно 600.000 становника живело је полуномадски, као сточари. Енглеска династија Тјудора (1509-1603) узалудно је настојала да у Ирској уведе реформацију, а упоредо је уводила систем колонизације, којом је Енглезима додељивана земља са које су претходно отерани Ирци, који су као католици били лишени законских права. То је довело до низа побуна и устанака Ираца-католика, од којих је највећи био 1598, када су устаници победили Енглезе код Блеквотера (енгл. Blackwater), али нису успели да се ослободе енглеске доминације.

## Рат
Искористивши нереде и грађански рат у Енглеској, католички Ирци су 1641. подигли устанак под вођством Рорија О'Мура (енгл. Rory O'Moore) и за 7 година ослободили се енглеске (и протестантске) власти. Краљевски намесник Џејмс Ормонд није успео да угуши устанак у Ирској, па је Даблин-своје последње упориште-предао енглеском Парламенту 1647. Снаге Парламента под пуковником Мајклом Џоунсом потукле су Ирце код Данген Хила. Ирци су се после тога придружили ројалистима, преосталим снагама Чарлса II, који је у Шкотској проглашен за краља Енглеске. Убрзо затим Парламент је упутио у Ирску Оливера Кромвела са 12.000 војника. Пошто се искрцао у Даблину 15. августа 1649, Кромвел је заузео Дрогеду 11. септембра, Вексфорд 11. октобра, а затим се, због опасности од Шкота, вратио у Енглеску.

## Последице
Устанак у Ирској је угушен, али је Ирска остала рак-рана енглеске државе. Ирски великаши изгубили су своје титуле и поседе. Велики део земље је конфискован и на њој су настањени нови енглески колонисти.